# Dan Mohlin
Dan Mohlin, född 11 november 1960 i Tibro, Västergötland, död 23 september 2024 i Deje, Forshaga kommun, Värmland, var en svensk professionell ishockeyspelare (forward).
Dan har även spelat för Färjestad BK, där han var med 1981 och tog SM-guld. Han spelade även med bland andra Västra Frölunda HC och Bofors IK under sin karriär.